# 第13回ラスベガス映画批評家協会賞
13th LVFCS Awards

2009年12月17日

作品賞: 

 ハート・ロッカー 
第13回ラスベガス映画批評家協会賞は、2009年12月17日に発表された。『ハート・ロッカー』が4部門を制した。

## 受賞一覧
主演男優賞
- ジェレミー・レナー - 『ハート・ロッカー』

主演女優賞
- ガボレイ・シディベ - 『プレシャス』

アニメ映画賞
- 『ファンタスティック・Mr.FOX』

美術監督賞
- 『アバター』

撮影賞
- 『ハート・ロッカー』 - バリー・アクロイド

衣装デザイン賞
- 『イングロリアス・バスターズ』 - アンナ・B・シェパード

監督賞
- キャスリン・ビグロー - 『ハート・ロッカー』

ドキュメンタリー映画賞
- 『アンヴィル! 夢を諦めきれない男たち』

編集賞
- 『ハート・ロッカー』 - ボブ・ムラウスキー

作品賞
- 『ハート・ロッカー』

作品賞 (ファミリー部門)
- 『ファンタスティック・Mr.FOX』

外国語映画賞
- 『レッドクリフ』 ( 中国)

作曲賞
- 『スター・トレック』 - マイケル・ジアッチーノ

脚本賞
- 『(500)日のサマー』 - スコット・ノイスタッター、マイケル・H・ウェバー

主題歌賞
- "The Weary Kind" - 『クレイジー・ハート』

助演男優賞
- クリストフ・ヴァルツ - 『イングロリアス・バスターズ』

助演女優賞
- モニーク - 『プレシャス』

特殊効果賞
- 『スター・トレック』

若手俳優賞
- シアーシャ・ローナン - 『ラブリーボーン』

| ラスベガス映画批評家協会賞       | ラスベガス映画批評家協会賞                    | ラスベガス映画批評家協会賞       |
| -------------------------------- | --------------------------------------------- | -------------------------------- |
| 前回 （2008年度）                | 第13回ラスベガス映画批評家協会賞 （2009年度） | 次回（2010年度）                 |
| 第12回ラスベガス映画批評家協会賞 | 第13回ラスベガス映画批評家協会賞 （2009年度） | 第14回ラスベガス映画批評家協会賞 |